# Torneo WTA de Abu Dabi 2025
El Abu Dabi Open 2025 fue un torneo profesional de tenis femenino organizado por la Asociación Femenina de Tenis. Fue cuarta edición de este torneo que está dentro de la categoría WTA 500.

## Puntos y premios

### Distribución de puntos
| Modalidad    | G   | F   | SF  | CF  | Ronda de 16 | Ronda de 32 | C  | C2 | C1 |
| Individuales | 500 | 325 | 195 | 108 | 60          | 1           | 25 | 13 | 1  |
| Dobles       | 500 | 325 | 195 | 108 | 1           |             |    |    |    |

### Premios en efectivo
| Evento       | G        | F        | SF      | CF      | R16     |
| Individuales | $164,000 | $101,000 | $59,000 | $28,695 | $11,300 |
| Dobles       | $164,000 | $101,000 | $59,000 | $28,695 | $11,300 |

## Cabezas de serie

### Individuales femeninos
| Tenista                  | Ranking | Preclasificada |
| Elena Rybakina           | 5       | 1              |
| Paula Badosa             | 10      | 2              |
| Daria Kasatkina          | 11      | 3              |
| Yulia Putintseva         | 20      | 4              |
| Liudmila Samsonova       | 21      | 5              |
| Anastasia Pavlyuchenkova | 23      | 6              |
| Jeļena Ostapenko         | 26      | 7              |
| Leylah Fernandez         | 27      | 8              |

- Ranking del 27 de enero de 2025.[2]

### Dobles femenino
| Tenista                         | Ranking | Preclasificada |
| Jelena Ostapenko Ellen Perez    | 17      | 1              |
| Asia Muhammad Demi Schuurs      | 39      | 2              |
| Desirae Krawczyk Giuliana Olmos | 49      | 3              |
| Kristina Mladenovic Shuai Zhang | 51      | 4              |

## Campeonas

### Individual
Belinda Bencic venció a  Ashlyn Krueger por 4-6, 6-1, 6-1

### Dobles
Jelena Ostapenko /  Ellen Perez vencieron a  Kristina Mladenovic /  Shuai Zhang por 6-2, 6-1